# أحمد عبيد بن محمد حسن
أحمد عبيد بن محمد حسن بن يوسف بن عبيد، من ذرية أنس بن مالك رضي الله عنه، خبير التراث الإسلاميّ وناشر ومحقق وشاعر.

## الحياة المُبكرة
ولد أحمد عبيد بن محمد حسن في دمشق، وأنهي الكُتاب، ثم أكمل العلوم الأبتدائيَّة في مدرسة خاصة، وفي منتصف المرحلة الثانوية بالمدرسة العثمانيَّة اشتد إنكبابة علي مطالعة كتب التراث المخطوطة في الدين والأدب والتراجم واللغة والشعر، يبحث عنها ثم يتسلمها ويصنفها، ثمََّ يفهرسها بعد أن ينتهي من مطالعتها ودراسة وحفظ ونقل مايرغب منها.

## المسيرة المهنية
لم يتلقى أحمد عبيد علوم اللغة أكاديميًا، ولكنه متنوع المعرفة في علوم العرب، بين أدب وشعر ولغة وفقه وتفسير وحكمة، وكان شاعًا له من الشعر الحسن الكثير، وإن لم يُعرف كشاعر بين الناس.
لم يلتحق بنادٍ أو جمعيَّة سياسيَّة كانت أم أدبية، ولكن كانت تربطه علاقة قوية بأعضاء المجمع العلمي العربي بدمشق وعلي رأسهم محمد كرد علي، أسس المكتبة العربية الهاشمية بدمشق سنة 1327ه، وأصدر عنها جل كتبه المحققة والمؤلفة والمعدة، وساهم في نشر الكثير من مؤلفات أصدقائه الأدباء، ولاننسى أهم الكتب التي قدمها أو ساهم في إعدادها مثل «الأعلام» لخير الدين الزركلي، الذي لم يكن مجرد طابع له بل كان عمدة للمؤلف في كل أمر يعترضه ليجد عنده المخطوط الموضح والخط الأنموذج، وكل مايتطلبه بحثه من توضحيات لذلك نجد خير الدين الزركلي ينوه ذلك في مقدمة الأعلام في أكثر من موضع.
وقد حول مجموعة من الكتب والمخطوطات التي حصل عليها الي المكتبة الظاهرية ليحصل الخير وتعم الفائدة مثل مجموعة الصححاح للجوهري وعليها تعليقاته الكثيرة.
وهو أول من أصدر التقويم «الروزنامة» في بلأد الشام باللغة العربية سنة 1908م.وقد اشترك في تاسيس النهضة المسرحية في سوريا، ونشر مقالات في النقد الأدبي والمسرحي، وكثيرًا من قصائده في الصُحف والمجلات السورية واللبنانية والمصرية، وله رحلات كثيرة واقامات طويلة في أماكن تلك الصحف. وقد كان له السبق في تنفيذ أول مشروع لإحياء التاريخ الإسلامي (منذ عام 1346ه) بنشر سير أبطاله وتراجم أعماله. وله أكثر من ستين أثر بين مخطوط ومطبوع أو ناقص الإنجاز، بعضها تأليف وبعضها تحقيق، أصدر مجلة أنس النفائس وقد صدر منها تسعة أعداد بدمشف سنة 1331ه.
وكان أبنه زاهر قد نشر كتابًا بعنوان «أحمد عبيد: أمين التراث العربي وقرن من تاريخ العرب» بمناسبة بلوغ والدة العام الخامس والتسعين، ويقع في 335 صفحة، وبعد وفاته أصدر كتابه إلي والدي أحمد عبيد أمين التراث العربي.
وأثرى مكتبته كما ثرى هو بشراء الكتب النادرة من الورثة الذين يجهلون قيمة العلم، فعندما يموت أحد العلماء في دمشق، ويُعرف أنه كانت له مكتبة قيمة وأن أولاده لا يعبأون بالعلم ولا بقيمة ماتركه له والدهم، يمضي بعد أيام من وفاته ويشتريها لابخس الاثمان لزهادة الورثة فيها، توفي صباح يوم الأثنين 6 شعبان.

## مؤلفاته
- طبقات الحنابلة لابن أبي يعلي
- اختصار محمد بن عبد القادر النابلسي (تصحيح وتعليق) دمشق
- مشاهير شعراء العصر في الأقطار العربية جمعه وفسر الفاظه اللغوية دمشق 1441هـ ج1: شعراء مصر
- روضة المحبين ونزهة المشتاقين لابن القيم الجوزية (تصحيح وتعليق) دمشق 1349هـ
- تهذيب تاريخ بن عساكر هذبه ورتبه عبد القادر بن أحمد بن بدران وقف علي طبعة أحمد عبيد دمشق 1351هـ ج 6، 7
- كلمات المنفلوطي (جمع وترتيب)، تقديم جبرائل جبور، بيروت 1403هـ
- سيرة عمرو بن عبد العزير على مارواه الإمام مالك بن أنس أصحابه لابن عبد الحكم (تصحيح وتعليق) ط2، القاهرة 1403هـ
- المعيد في أدب المفيد والمستفيد عبد الباسط بن موسى العلموي تصحيح وتعليق دمشق 1349هـ
- طرائف الحكمة وهي مجموعة رائعة من أقول المتقدمين والمتأخرين في الحكمة دمشق 1346هـ
- ذكرى الشاعرين، شاعر النيل وأمير الشعراء دراسات ومراث ومقارنات دمشق 1351هـ
- ديوان أبي الحسن محمد خير الطباع
- المراح في المزاج للبدر الغزي (تعليق)، ط2 ، الطائف 1401هـ
- ضمن مجموع: في الملح واللطائف، سلسلة مجموع الرسائل الكمالية؛
- تخميس لامية أبن الوردي لابن الاملاح، 1326هـ
- الروايات الشعرية التي ينشدها الشيخ سلامة الحجازي 1331هـ
- الأسماء الإنجليزية بالأحرف العربية 1338هـ
- نزهة العمر في التفضيل بين البيض والسود والسمر للسيوطي، دمشق 1349هـ
- سحر البلاغة وسر البلاغة للثعالبي 1351هـ
- نشر ما انطوي ديوان شعره 1406هـ[1]